# الحملة الألمانية في القوقاز
تضمن التدخل الياباني في سيبيريا (باليابانية: シベリア出兵، شيبيريا شوباي) 1918-1922 إرسال قوات عسكرية يابانية إلى المقاطعات البحرية الروسية كجزء من جهود القوى الغربية واليابان لدعم القوات الروسية البيضاء ضد الجيش الأحمر البلشفي خلال الحرب الأهلية الروسية. تكبد اليابانيون خسائر بشرية بلغت 1399 قتيلاً بالإضافة إلى 1717 حالة وفاة أخرى بسبب المرض.

## الخلفية
أعلنت إمبراطورية اليابان الحرب على ألمانيا في 23 أغسطس 1914، ويرجع ذلك جزئيًا إلى التحالف الأنجلو-ياباني، وعضوية اليابان في قوات التحالف. قدّمت البحرية الإمبراطورية اليابانية إسهامات كبيرة في جهود الحلفاء الحربية؛ على أي حال، تعاطف الجيش الإمبراطوري الياباني مع ألمانيا، وحاول الابتعاد عن الانخراط في القتال باستثناء الاستيلاء على تشينغداو. أدت الإطاحة بالقيصر نيقولا الثاني وتشكيل الحكومة البلشفية في روسيا إلى تحقيق السلام مع ألمانيا بصورة منفصلة وانهيار الجبهة الشرقية. شكّل انتشار الثورة البلشفية المناهضة للملكية شرقاً مصدر قلق كبير للحكومة اليابانية. كانت فلاديفوستوك القابعة قبالة بحر اليابان ميناءً رئيسيًا، وضمت ترسانة ضخمةً من المخازن العسكرية، واعتُبرت مجتمعًا واسعًا للتجارة الخارجية.

### المشاركة اليابانية
طلب الفرنسيون في البداية من اليابانيين عام 1917 التدخل في روسيا، لكن قوبل هذا الطلب بالرفض الياباني. على أي حال، شكلت كل من هيئة الأركان العامة للجيش الإمبراطوري الياباني ووزارة الجيش «لجنة التخطيط السيبيري» في فبراير 1918، بهدف البحث في إمكانية انطواء الانهيار القيصري على فرصة لتحرير اليابان من أي تهديد روسي مستقبلي عبر فصل سيبيريا وتشكيل دويلة حاجزة مستقلة. اقترح الجيش الهجوم على جبهتين، من فلاديفوستوك إلى خاباروفسك على طول نهر آمور وأيضًا عبر السكك الحديدية الصينية الشرقية لقطع السكك الحديدية الروسية عبر سيبيريا عند بحيرة بايكال. رفضت الحكومة اليابانية، التي كانت آنذاك تحت القيادة المدنية لرئيس الوزراء هارا تاكاشي، القيام بهذه المهمة الاستكشافية.
في أواخر عام 1917، أبدت الحكومة اليابانية استياءها بعد تواصل الحكومة البريطانية، على الرغم من التحالف الأنجلو-ياباني، مع الولايات المتحدة بشأن تدخل مشترك محتمل في فلاديفوستوك، دون استشارة اليابان. في ديسمبر 1917، أكد البريطانيون على أن تشكيل مثل هذه القوة يتطلب وجود اليابان، لكن قبل الاتفاق على التفاصيل، أمر البريطانيون السفينة إتش إم إس سوفولك بالتوجه من هونغ كونغ إلى فلاديفوستوك. شعر رئيس الوزراء الياباني تيراأوشي ماساتاكه بالغضب وأمر البحرية اليابانية الإمبراطورية بالوصول إلى فلاديفوستوك أولاً. أُسندت هذه المهمة إلى الأميرال كيتو كانتسي مع البارجتين إيوامي وآساهي. تمكنت إيوامي من مغادرة منطقة كوري البحرية في 9 يناير 1918 بعد عمل الطواقم ليلًا ونهارًا خلال عطلات العام الجديد، ووصلت إلى فلاديفوستوك في 12 يناير، قبل يومين فقط من وصول إتش إم إس سوفولك. وصلت آساهي في 17 يناير، وأصبحت سفينة كانتسي الرئيسية. عادت يو إس إس بروكلين في 1 مارس، بعد تمركزها في فلاديفوستوك حتى ديسمبر 1917.